# Décès en janvier 1942
Décès
- 1938
- 1939
- 1940
- 1941
- 1942
- 1943
- 1944
- 1945
- 1946

Pour une information complémentaire, voir la page d'aide.

| Date       | Nom              | Pays             | Activités                                             | Âge | Source |
| ---------- | ---------------- | ---------------- | ----------------------------------------------------- | --- | ------ |
| 21 janvier | Dorothy Wall     | Nouvelle-Zélande | Écrivaine et illustratrice néo-zélandaise.            | 48  |        |
| 26 janvier | Edward Lyttelton | Angleterre       | joueur de cricket, footballeur international anglais. | 86  |        |